# Histoire des fonctions trigonométriques
 (mai 2015).

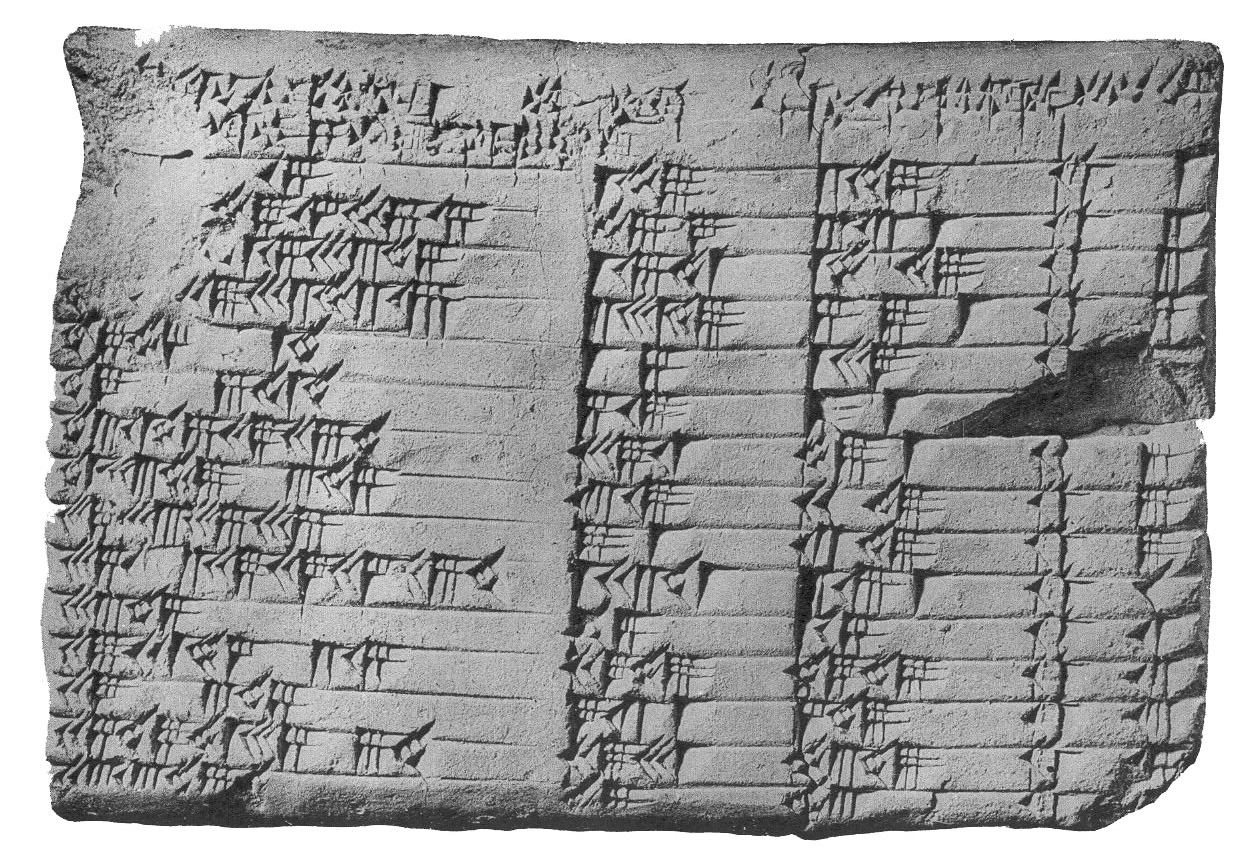
Tablette Plimpton 322.

L’histoire des fonctions trigonométriques semble avoir débuté il y a environ 4 000 ans. Nous savons de façon certaine que les Babyloniens déterminaient des approximations de mesures d'angles ou de longueurs de côtés de triangles rectangles. Plusieurs tables de nombres gravés sur de l'argile séchée en témoignent. Une tablette babylonienne écrite en cunéiforme, nommée Plimpton 322 (environ 1900 av. J.-C.) montre quinze triplets pythagoriciens et une colonne de nombres, qui peut être interprétée comme une table de sécantes. Il y a cependant de nombreux débats à ce sujet pour savoir s'il s'agit bien d'une table trigonométrique.

## Premières utilisations des rapports de longueur dans le triangle
L'utilisation la plus ancienne du sinus apparaît dans les Shulba Sutras écrits en indien ancien entre le VIIIe siècle av. J.-C. et le VIe siècle, dans lesquels la valeur du sinus de π/4 radians (45°) est correctement calculée comme égale à 1/√2 avec une procédure pour cercler un carré (l'inverse de quarrer un cercle), bien que les indiens n'eussent pas encore développé la notion de sinus dans un sens général.
Les rapports trigonométriques furent étudiés indépendamment par Hipparque de Nicée (-180/-125) dans un ouvrage « De l'étude des droites dans le cercle ». Hipparque est reconnu comme le premier mathématicien à avoir disposé de « tables trigonométriques » (tables des longueurs d'arcs de cercle et des longueurs des cordes sous-tendues, qui sont en fait des sinus de l'angle moitié) ; elles lui servirent à calculer l'excentricité des orbites lunaire et solaire, et à estimer les grandeurs et distances relatives du Soleil et de la lune. Toutefois, il n'est pas possible d'affirmer à coup sûr qu'il en soit l'initiateur, bien que Ptolémée (deux siècles plus tard) soit de cet avis : si les historiens des mathématiques s'accordent en général pour désigner Hipparque comme le premier compilateur de tables de cordes, les uns vont jusqu'à en faire l'inventeur de la trigonométrie, alors que d'autres considèrent qu'il s'est borné, en la matière, à présenter de manière pratique des connaissances déjà acquises de longue date.

## Formules sur les fonctions trigonométriques
Plus tard au même IIe siècle, Ptolémée d’Alexandrie poursuivit ce travail dans son « Almageste », en établissant des égalités de rapport équivalentes aux formules d'addition et de soustraction donnant sin(A + B) et cos(A + B). Ptolémée établit une formule équivalente à la formule de l’angle moitié sin2(A/2) = (1 – cosA)/2 et dressa une table de ses résultats. Aucune des tables d’Hipparque ou de Ptolémée ne survécurent, mais les descriptions faites par d’autres auteurs antiques laissent peu de doute quant à leur existence.

### En Inde
Les développements significatifs de la trigonométrie suivant furent réalisés en Inde.
L'astronome et mathématicien indien Aryabhata (476-550), dans son ouvrage Arya-Siddhanta, définit pour la première fois le sinus (moderne) à partir de la relation entre la moitié d'un angle et la moitié d'une corde, tout en définissant également le cosinus, le contre-sinus (ou sinus verse), et l'inverse du sinus. Ses travaux contiennent aussi les tables les plus anciennes existant actuellement des valeurs du sinus et du contre-sinus (1  −   cosinus), de tous les angles compris entre 0° et 90° à intervalles de 3,75°, avec une précision de quatre décimales. Il employait les mots jya pour le sinus, kojya pour le cosinus, utkramajya pour le sinus verse. Les mots jya et kojya auraient pu devenir sinus et cosinus respectivement après une erreur de traduction.
Notre sinus moderne est dérivé du mot latin sinus qui signifie « compartiment » ou « pli », venant d'une traduction erronée (par l'intermédiaire de l'arabe), du mot sanskrit jiva, aussi écrit jya. Aryabhata employait le mot ardha-jiva (demi-corde), qui fut abrégé en jiva, puis transcrit avec des caractères différents par les Arabes en jiba (جب).
Des traducteurs européens comme Robert de Chester et Gérard de Crémone de Tolède au XIIe siècle confondirent jiba avec jaib (جب), qui désigne un « compartiment », probablement parce que jiba (جب) et jaib (جب) sont écrits de la même façon dans le manuscrit arabe (ce système d'écriture, dans une de ses formes, ne fournit pas au lecteur toutes les informations sur les voyelles).
D'autres mathématiciens indiens poursuivirent les travaux d'Aryabhata en trigonométrie. Varahamihira établit les formules
{\displaystyle \sin ^{2}x+\cos ^{2}x=1,\quad \sin x=\cos \left({\frac {\pi }{2}}-x\right)\quad {\rm {et}}\quad {\frac {1}{2}}\left(1-\cos 2x\right)=\sin ^{2}x.}
Bhaskara I produisit une formule pour calculer le sinus d'un angle aigu sans utilisation de table.
Brahmagupta trouva la formule
{\displaystyle 1-\sin ^{2}x=\cos ^{2}x=\sin ^{2}\left({\frac {\pi }{2}}-x\right)}
et la formule dite d'interpolation de Brahmagupta (en), permettant d'approximer les valeurs du sinus, qui apparaît comme un cas particulier de la formule d'interpolation de Newton–Stirling au deuxième ordre.

### Monde perse et musulman
Les travaux indiens furent traduits plus tard et furent améliorés par les mathématiciens islamiques. Le mathématicien perse Muhammad ibn Mūsā al-Khuwārizmī produisit des tables des sinus et des tangentes, et apporta aussi sa contribution à la trigonométrie sphérique. Vers le Xe siècle, d'après l'œuvre d'Abu l-Wafa, il apparaît que les mathématiciens musulmans employaient chacune des six fonctions trigonométriques, et disposaient de tables à intervalles de 0,25°, avec 8 décimales exactes, ainsi que des tables de valeurs de la fonction tangente. Abu l-Wafa produisit également la formule trigonométrique sin 2x = 2 sin x cos x.
Le mathématicien perse Omar Khayyam résolut les équations cubiques en employant des solutions numériques approximatives obtenues par interpolation dans des tables trigonométriques.
Tous ces premiers travaux ont traité principalement la trigonométrie comme un complément de l'astronomie ; il est possible que le mathématicien indien Bhaskara II et le mathématicien perse Nasir ad-Din at-Tusi fussent les premiers à avoir considéré la trigonométrie comme un sujet d'étude. Ils énoncèrent aussi la loi des sinus et énumérèrent les six types de triangles droits en trigonométrie sphérique. Regiomontanus fut peut-être le premier mathématicien d'Europe à considérer la trigonométrie comme une autre discipline mathématique, dans son ouvrage De triangulis omnimodus écrit en 1464, et aussi dans le suivant Tabulæ directionum où il utilisa la fonction tangente, sans la nommer.
Au XIIIe siècle, Nasir ad-Din at-Tusi énonça la formule des sinus et en apporta une preuve. Dans le travail du mathématicien perse Ghiyath al-Kashi (XIVe siècle), se trouvent des tables trigonométriques donnant des valeurs de la fonction sinus avec quatre chiffres après la virgule dans le système sexagésimal (ce qui correspond à 8 décimales exactes dans le système de numération décimal) à partir de 1 degré à intervalle de 1/60°.
Le mathématicien timouride Ulugh Beg (XIVe siècle) présenta des tables de sinus et de tangentes correctes à 8 décimales après la virgule.

### Développements ultérieurs
Madhava (vers 1400) au sud de l'Inde accomplit des avancées en analyse dans l'étude des fonctions trigonométriques et leurs développements en séries infinies.
Il développa les concepts de séries entières et de séries de Taylor, et produisit les développements en séries trigonométriques de sinus, cosinus, tangente et arc tangente. En utilisant les approximations en série de Taylor du sinus et du cosinus, il forma une table de sinus avec douze décimales exactes et une table de cosinus à neuf décimales exactes. Il donna des développements en série de π, π/4, du rayon, du diamètre, de la circonférence et de l'angle θ en termes de fonctions trigonométriques. Ses travaux furent poursuivis par ses disciples à l'école du Kerala jusqu'au XVe siècle.

### Sinus, cosinus, tangentes etc.
Le traité Canon doctrinæ triangulorum (1551) de Georg Joachim Rheticus, un élève de Copernic, fut probablement le premier ouvrage dans lequel les fonctions trigonométriques étaient définies directement en termes de triangles rectangles au lieu de cercles, et où figuraient des tables des six fonctions trigonométriques. Une version étendue de ce traité fut achevée en 1596 par Valentin Otho un élève de Rheticus.
En 1579, dans son Canon Mathematicus, François Viète prolonge les travaux de Georg Joachim Rheticus en des tables dont la précision ne sera dépassée que par Pitiscus, en 1613. Il donne les premières « formules » (sous forme rhétorique) permettant de relier entre elles les six lignes trigonométriques. L'emploi de ces formules pour calculer rapidement et avec grande précision le sinus d'un angle d'une minute est détaillé dans cet ouvrage volumineux et qui sert de référence pour les calculateurs européens. Viète donne à cette occasion {\displaystyle \pi } et les valeurs des lignes trigonométriques en nombres décimaux avec une précision de 11 à 12 chiffres. En outre, cet ouvrage étend l'emploi de ces lignes trigonométriques à la trigonométrie sphérique et donne les « formules » permettant de relier les angles et les longueurs d'un triangle rectangle tracé sur la sphère.
Le même type de préoccupations occupe alors toute l'Europe. Il est lié tant aux recherches astronomiques qu'à l'essor du commerce maritime. Cela est particulièrement vrai des livres de trigonométrie anglais comme celui de Robert Hues, qui fut imprimé et réimprimé plus de seize fois en vingt ans, ou des préoccupations d'un Jacques Aleaume à l'université de Leyde.

### Formules de Moivre et d'Euler
À la suite des travaux de Bombelli, les racines de nombres négatifs s'imposent dans les calculs en Europe. Ces nombres imaginaires ou inconcevables[réf. nécessaire] deviendront nos nombres complexes. Dans un premier temps, les mathématiciens européens découvrent des formules remarquables faisant intervenir l'unité imaginaire i (à l'époque notée √–1). Entre autres, les formules sur sin(A + B) et cos(A + B) obtenues par Ptolémée se résument avantageusement par
{\displaystyle \cos(x+y)+{\rm {i}}\sin(x+y)=(\cos x+{\rm {i}}\sin x)\ (\cos y+{\rm {i}}\sin y).}
Cette égalité implique la formule de Moivre. Pressenti par Abraham de Moivre en 1730, ce travail fut rédigé par Euler dans l'ouvrage Introductio in analysin infinitorum (1748). Il fut en grande partie à l'origine des considérations analytiques des fonctions trigonométriques en Europe en les définissant à partir de développements en séries, et présenta sa formule : eix = cosx + i sinx. Il employa les abréviations modernes sin, cos, tan, cot, sec, et csc.
Brook Taylor définit les séries de Taylor générales et donna les développements en séries et des approximations de chacune des six fonctions trigonométriques. Les travaux de James Gregory et Colin Maclaurin furent aussi très influents dans le développement des séries trigonométriques.
Le Cours d'Analyse de Cauchy enseigné à l'École polytechnique a permis de rendre plus rigoureuse l'analyse et en particulier de donner un sens à la somme d'une série entière. Avec Cauchy, les travaux cités peuvent rigoureusement être justifiés. Aujourd'hui, dans l'enseignement supérieur, les fonctions cosinus et sinus sont obtenues comme parties réelle et imaginaire de l'exponentielle complexe définie comme somme d'une série entière. Les formules de Ptolémée découlent alors des propriétés de l'exponentielle (présentation à contre-sens historique).